# قوفع (الرجم)

تعديل مصدري - تعديل

قوفع هي إحدى قرى عزلة بني الجلبي بمديرية الرجم التابعة لمحافظة المحويت، بلغ تعداد سكانها 243 نسمة حسب تعداد اليمن لعام 2004.